# Moise Kandé
Moise Kandé (ur. 1 sierpnia 1978 w Dakarze) – mauretański piłkarz występujący na pozycji pomocnika, reprezentant swojego kraju. Jego ostatnią drużyną był cypryjski PAEEK.

## Kariera klubowa
Kandé karierę rozpoczynał w 1997 roku we francuskim zespole FC Les Lilas z piątej ligi. W 1998 roku przeszedł do czwartoligowego Clermont Foot, ale po roku wrócił do FC Les Lilas, grającego już również w czwartej klasie rozgrywkowej. W 2001 roku trafił do Olympique Noisy-le-Sec z Championnat National. Następnie grał w innych klubach tej ligi: Nîmes Olympique oraz US Orléans.
W 2007 roku Kandé podpisał kontrakt z cypryjskim pierwszoligowym AELem Limassol. W 2008 roku odszedł do drugoligowego PAEEKu z Kirenii, gdzie występował do końca sezonu 2012/2013.

## Kariera reprezentacyjna
W reprezentacji Mauretanii Kandé zadebiutował w 2003 roku.